# Big Sioux
Big Sioux (ang. Big Sioux River) – rzeka w Stanach Zjednoczonych, w stanie Dakota Południowa, w dolnym biegu wyznaczająca granicę między nim a stanem Iowa, dopływ rzeki Missouri. Długość rzeki wynosi 674 km.
Źródło rzeki znajduje się na północ od miasta Summit, na wysokości około 615 m n.p.m. Rzeka płynie w kierunku południowym. Do Missouri uchodzi na zachód od miasta Sioux City, na wysokości 325 m n.p.m..
Głównym dopływem jest rzeka Rock (lewostronny, ujście na południe od miasta Hudson).
Większe miasta położone nad rzeką to Watertown, Flandreau, Dell Rapids, Sioux Falls, Brandon, Canton, Hawarden, Akron, North Sioux City i Sioux City.